# 白金町 (横浜市)
白金町（しろがねちょう）は、神奈川県横浜市南区の地名。現行行政地名は白金町1丁目から白金町2丁目（字丁目）。住居表示未実施区域。

## 歴史
1944年（昭和19年）2月1日に、横浜市南区黄金町字3・4丁目から新設された。町名は、黄金町と関連付けて名付けられた。1945年5月29日の横浜大空襲では全域が罹災。特に黄金町駅が全焼し、ガード下で多くの死者を出した。

## 地理
南区北東部に位置し、東西約640m、南北68mの細長い町域を持つ。北端には京浜急行の高架橋が通り、東部に黄金町駅がある。南端には大岡川が流れ、東から太田橋（藤棚浦舟通り）・栄橋・白金人道橋・道慶橋・一本橋が架かる。道慶橋が丁目の境であり、東が1丁目、西が2丁目となる。町内には小規模な商店や工場が多く、黄金町駅周辺には飲食店もみられる。北は京急の高架橋を挟み前里町1～4丁目、東端は中区黄金町2丁目、西端は南太田1丁目と接する。南側の大岡川対岸は、太田橋と白金人道橋の間が中区末吉町4丁目、白金人道橋以西は南区日枝町1～4丁目となる。

## 世帯数と人口
2025年（令和7年）6月30日現在（横浜市発表）の世帯数と人口は以下の通りである。
| 丁目        | 世帯数  | 人口  |
| ----------- | ------- | ----- |
| 白金町1丁目 | 230世帯 | 315人 |
| 白金町2丁目 | 159世帯 | 196人 |
| 計          | 389世帯 | 511人 |

### 人口の変遷
国勢調査による人口の推移。
| 年                 | 人口 |
| ------------------ | ---- |
| 1995年（平成7年）  | 437  |
| 2000年（平成12年） | 459  |
| 2005年（平成17年） | 413  |
| 2010年（平成22年） | 517  |
| 2015年（平成27年） | 502  |
| 2020年（令和2年）  | 483  |

### 世帯数の変遷
国勢調査による世帯数の推移。
| 年                 | 世帯数 |
| ------------------ | ------ |
| 1995年（平成7年）  | 244    |
| 2000年（平成12年） | 289    |
| 2005年（平成17年） | 262    |
| 2010年（平成22年） | 321    |
| 2015年（平成27年） | 339    |
| 2020年（令和2年）  | 348    |

## 学区
市立小・中学校に通う場合、学区は以下の通りとなる（2024年11月時点）。
| 番・番地等 | 小学校             | 中学校             |
| ---------- | ------------------ | ------------------ |
| 全域       | 横浜市立太田小学校 | 横浜市立共進中学校 |

## 事業所
2021年（令和3年）現在の経済センサス調査による事業所数と従業員数は以下の通りである。
| 丁目        | 事業所数 | 従業員数 |
| ----------- | -------- | -------- |
| 白金町1丁目 | 34事業所 | 191人    |
| 白金町2丁目 | 10事業所 | 59人     |
| 計          | 44事業所 | 250人    |

### 事業者数の変遷
経済センサスによる事業所数の推移。
| 年                 | 事業者数 |
| ------------------ | -------- |
| 2016年（平成28年） | 44       |
| 2021年（令和3年）  | 44       |

### 従業員数の変遷
経済センサスによる従業員数の推移。
| 年                 | 従業員数 |
| ------------------ | -------- |
| 2016年（平成28年） | 255      |
| 2021年（令和3年）  | 250      |

## その他

### 日本郵便
- 郵便番号 : 232-0005[3]（集配局：横浜南郵便局[18]）